# リスタープロ
リスタープロ（英: LiStarPro）は、東京都新宿区に拠点を置く芸能プロダクション。

## 概要
主にAV女優のマネジメントを手掛ける芸能事務所である。2022年1月に「リスタープロ（LiStarPro）」として創業。
2022年12月4日には東京・秋葉原ホワイトエレファントでリスターカフェを開催。
Japan production guild（日本プロダクション協会）加盟プロダクション。
2023年10月、プレステージ専属女優の七嶋舞（それ以前はアローズ）、および流川夕（それ以前はオールプロ）が2名がリスタープロに事務所移籍した。

## 所属モデル
- 山岸あや花[6]
- 紫堂るい
- 莉々はるか
- 篠原いよ
- 美谷朱音
- 前田美波
- 市川りく
- 凰華りん
- 倉木しおり
- 月野かすみ
- 広瀬このみ
- 加藤ツバキ
- 天晴乃愛
- 川崎奈々
- 西條るり
- 藤井いよな
- 緒川はる
- 雨夏そよ
- 百恵みこと
- 望月あやか
- 奥井楓
- 美波こづえ

## 過去に所属していた女優
- 花宮あむ
- 河合ゆい
- 桜井千春（現 雫月心桜）
- 古賀まつな
- 米倉穂香
- 音羽レオン
- 泉ののか
- 麻倉憂
- 神波多一花
- 七嶋舞
- 流川夕
- 水乃渚月
- 北乃ゆな（現 西海しおん）
- 百瀬あすか